# Mazin Al-Kasbi
Mazin Masoud Darwish Al-Kasbi (27 de abril de 1993) é um futebolista profissional omani que atua como goleiro.

## Carreira
Mazin Al-Kasbi representou a Seleção Omani de Futebol na Copa da Ásia de 2015.